# Лос Мескалес, Ел Прогресо (Анхел Албино Корзо)
Лос Мескалес, Ел Прогресо (шп. Los Mezcales, El Progreso) насеље је у Мексику у савезној држави Чијапас у општини Анхел Албино Корзо. Насеље се налази на надморској висини од 1040 м.

## Становништво
Према подацима из 2005. године у насељу је живело 11 становника.

### Хронологија
| Година       | 2000 | 2005 | 2010 | 2020 |
| ------------ | ---- | ---- | ---- | ---- |
| Становништво | 7    | 11   | 0    | 5    |

### Попис
| # | Индикатор                        | Вредност |
| - | -------------------------------- | -------- |
| 1 | Укупно појединачних домаћинстава | 2        |